# 田中征爾
田中 征爾（たなか せいじ、1987年8月21日 - ）は、日本の映画監督、脚本家。

## 来歴
福岡県糸島市出身。福岡県立修猷館高等学校を卒業。日本大学芸術学部演劇学科を中退後に渡米し、カリフォルニア州Orange Coast Collegeを映画専攻にて卒業。帰国後は自主制作映画を作成しつつ、舞台の脚本、演出などに携わる。
2018年に皆川暢二、磯崎義知とともにOne Gooseを結成
。
2019年に映画『メランコリック』にて長編デビュー。

## 作品

### 長編映画
- メランコリック （2019年8月公開） - 監督・脚本・編集
- 死に損なった男 （2025年2月公開予定） - 監督・脚本[3]
- Demon City 鬼ゴロシ（2025年2月27日、Netflix） - 監督・脚本[4]

## 受賞歴
- メランコリック（2019年度）
  - 第31回東京国際映画祭 日本映画スプラッシュ部門 監督賞
  - 第21回ウディネ・ファーイースト映画祭 新人監督作品賞
  - 第19回ニッポン・コネクション 観客賞
  - 第7回アジアン・ポップアップ・シネマ 観客賞
  - 第13回ジャパン・カッツ 観客書
  - 第14回カメラジャパン・フェスティバル ヤングジュリー賞
  - 新藤兼人賞2019  銀賞